# 朝鲜马鲛
朝鲜马鲛（学名：Scomberomorus koreanus），又稱高麗馬加鰆，俗名闊腹、白北，为輻鰭魚綱鱸形目鯖亞目鲭科的其中一種。

## 分布
本魚分布于印度西太平洋區，包括印度、巴基斯坦、孟加拉、斯里蘭卡、中國大陆和台灣、日本、韓國、印尼、馬來西亞、緬甸、越南、泰國等海域。该物种的模式产地在日本。

## 深度
水深0至50公尺。

## 特徵
本魚體形較短，橫斷面略側扁，腹部甚寬，頭高大於頭長，尾鰭大而深分叉；第二背鰭、臀鰭及尾鰭發達，背部灰綠色，腹部銀白色，體側有4至5個縱列暗色斑，背鰭硬棘14至17沒；背鰭軟條20至24沒；臀鰭硬棘0沒；臀鰭軟條20至24枚；脊椎骨46至47個，體長可達1.5公尺。

## 生態
本魚為暖海域之洄游魚類，常在表層海域追食沙丁魚等魚類；游速快，喜棲息於海流湍急的島礁附近。

## 經濟利用
為高經濟價值魚類，體型大富脂肪，適合各種烹飪方式食用。

## 扩展阅读
維基物種上的相關：朝鲜马鲛